# Долно Татеши
Долно Татеши (на македонска литературна норма: Долно Татеши; на албански: Tateshi i Poshtëm) е село в Северна Македония, в община Струга.

## География
Селото е разположено в северната част на Стружкото поле, на десния бряг на Черни Дрин високо в полите на Караорман.

## История
В XIX век Долно Татеши е село в Охридска каза на Османската империя. В „Етнография на вилаетите Адрианопол, Монастир и Салоника“, издадена в Константинопол в 1878 година и отразяваща статистиката на населението от 1873 година, Татеши (Tatéchi) е посочено като село с 65 домакинства, като жителите му са 160 мюсюлмани.
Според статистиката на Васил Кънчов („Македония. Етнография и статистика“) в 1900 Татеши (Горно и Долно) има 300 жители българи християни и 450 жители арнаути мохамедани.
На Етнографската карта на Битолския вилает на Картографския институт в София от 1901 година Татеши е чисто албанско село в Охридската каза на Битолския санджак с 48 къщи.
Според преброяването от 2002 година селото има 699 жители.
| Националност     | Всичко |
| северномакедонци | 0      |
| албанци          | 697    |
| турци            | 0      |
| роми             | 0      |
| власи            | 0      |
| сърби            | 0      |
| бошняци          | 0      |
| други            | 2      |